# Meester (schaken)
Meester is een titel die door een schaakbond kan worden toegekend aan een schaker. In de meeste gevallen wordt de titel van meester toegekend door de internationale schaakbond FIDE, al zijn er ook enkele nationale schaakbonden die deze titel uitreiken.
Naast de eigenlijke titel Internationaal Meester (IM) bestaan de titels FIDE Meester (FM) en Kandidaat Meester (CM). Voor de vrouwen zijn er aparte varianten van deze titels (WIM, WFM en WCM).
Voor het behalen van de titels 'FM' en 'CM' is het voldoende om een bepaalde gepubliceerde FIDE-rating te behalen: 2300 voor FM en 2200 voor CM. Bij de vrouwen is dit 2100 voor WFM en 2000 voor WCM.
Voor het behalen van de IM-titel (en WIM) is niet alleen een hoge rating genoeg, maar er moet ook aan drie meesternormen worden voldaan - het behalen van een toernooirating van 2450+ op een sterk bezet toernooi (2250+ voor WIM). Voor een IM-norm geldt dat in een minimaal 9-rondig toernooi minimaal drie partijen tegen een Internationaal Meester en 2 partijen tegen een FIDE-meester moeten worden gespeeld naast de toernooiprestatierating van 2450+. Hier bovenop kan het bovendien zo zijn dat afhankelijk van de aanwezigheid van het aantal buitenlanders met een titel er een minimale eis gesteld kan worden hoe veel van de negen tegenstanders buitenlands zijn. Daarnaast moet men voor de IM-titel ook op enig moment een 'echte' (maar niet noodzakelijk gepubliceerde) rating van 2400 hebben gehad (2200 voor WIM).
Een samenvatting van deze normen is:
| Schaker | FIDE rating | toernooirating |     | Schaakster | FIDE rating | toernooirating |
| CM      | 2200        |                | WCM | 2000       |             |                |
| FM      | 2300        |                | WFM | 2100       |             |                |
| IM      | 2400        | 2450 (3×)      | WIM | 2200       | 2250 (3×)   |                |

Zie grootmeester voor de grootmeesternormen.
Ook is het mogelijk om een meesterschap in andere schaakvarianten, zoals het probleemschaak en correspondentieschaak, te behalen.
Een meester behoudt de titel voor het leven, tenzij hij of zij grootmeester wordt.
Onder meer de Amerikaanse, Canadese en Nieuw-Zeelandse schaakbond verlenen een nationale titel van meester. In Nederland en België was dit vroeger ook het geval, maar omdat hier geen behoefte meer aan is, worden deze feitelijk niet meer verleend. 